# The Micronauts
The Micronauts est un groupe français de musique électronique et house. Il est composé des artistes Christophe Monier et George Issakidis jusqu'en 2000. Christophe Monier mène depuis le projet en solo.

## Histoire
Christophe Monier crée, avec le journaliste Christophe Vix-Gras, la revue eDEN en 1992 qui suit l'évolution de la musique garage et house (et qui fait l'objet du film Eden en 2014),. En 1993, alors que Christophe Monier tient un stand de la revue eDEN lors d'une soirée Wake Up au Rex Club, il fait la rencontre de George Issakidis qui vient de s'acheter une TB 303 mais ne sait pas comment l'utiliser.
En 1995, le groupe sort son premier maxi The Jazz/The Jam, suivi un an plus tard du single Get Funky Get Down sous le label Rave Age Records que les Daft Punk remixent (leur premier remix officiel),,. Dans un reportage télévisée d'Info Mag de mars 1997 (Regard sur la house musique parisienne), les deux membres de Micronauts déclarent : « on a juste pris l’argent de la maison de disques pour s’acheter de la drogue et s’enfermer dans le studio ». En 1998, le groupe sort le single The Jag mis en images par le réalisateur américain Gregg Araki, mais qui s'avère être un échec commercial. L'aventure s'arrête en 2000 après la publication du mini-album Bleep to Bleep, et à la suite d'un burn-out de Christophe Monier.
En 2004, Christophe Monier fonde son label Micronautics et publie de nouveaux titres des Micronauts tandis que George Issakidis crée, en 2006, The Republic of Desire, son propre label situé à Paris. En 2007, Vitalic accueille Christophe Monier sur son label Citizen Records, avec l'album Damaging Consent,.
Les Chemical Brothers et Madonna ont commandé des remix aux Micronauts.
En 2017, Christophe Monier reprend le projet The Micronauts après l'avoir mis entre parenthèses pendant onze ans. Il publie une réédition de Get Funky Get Down, puis l'EP Acid Party en juin 2018 puis l'album Head Control Body Control en décembre, sur son label Micronautics.

## Discographie

### EP
- 1995 : Get Funky Get Down (Phono)
- 1995 : The Jazz / The Jam (Loaded Records)
- 1999 : The Jag (Micronautics)
- 2000 : Baby Wants to Rock (Micronautics)
- 2004 : Anarchie (Micronautics)
- 2004 : I Wanna Be Your Toy (Micronautics, Radical Silence)
- 2005 : Sweat (Micronautics)
- 2006 : Off the Beaten Track (Micronautics)
- 2007 : Damaging Consent (Citizen Records)
- 2008 : Damaging Consent Remixed (Citizen Records)
- 2012 : Hoochie Coochie (avec Bosco, Micronautics)
- 2018 : Acid Party (Micronautics)
- 2019 : Head Remixes (Micronautics)
- 2020 : Body Remixes (Micronautics)